# Melitaea caucasi
Melitaea caucasi är en fjärilsart som beskrevs av Ruggero Verity 1922. Melitaea caucasi ingår i släktet Melitaea och familjen praktfjärilar. Inga underarter finns listade i Catalogue of Life.